# PDC
PDC (англ. Personal Digital Cellular) — стандарт мобильной телефонии второго поколения с временны́м разделением канала, трёх- и шестислотовая реализация TDMA. Ширина несущей в стандарте составляет 25 кГц, для модуляции используется π/4-квадратурная фазовая манипуляция. Существуют два варианта разделения канала:
- трёхслотовый вариант, обеспечивает скорость передачи 11,2 Кбит/с, максимально возможную в этом стандарте;
- шестислотовый вариант, обеспечивает 5,6 Кбит/с.

## Эксплуатация
Сеть на основе стандарта PDC впервые запущена в марте 1993 года оператором NTT DoCoMo на частоте 800 МГц. По состоянию на начало 2011 года NTT DoCoMo под брендом mova по-прежнему предоставляет услуги в PDC-сети.
Также эксплуатировали сеть в стандарте PDC следующие операторы:
- SoftBank Mobile (яп. ソフトバンクモバイル), эксплуатация прекращена в марте 2010 года;
- KDDI, под брендом au до марта 2003 года и под брендом TU-KA до марта 2008 года.